# Itinerari d'Egèria
L'Itinerari d'Egèria, també conegut com a tinerarium Egeriae, Peregrinatio Aetheriae o Peregrinatio ad Loca Sancta és un conjunt de textos en llatí escrits per Egèria. Relaten la seva peregrinació des de Gal·lècia fins a Terra Santa entre els anys 381 i 384.
Aquest llibre de viatges és una font important per conèixer la situació de les zones que va recórrer la pelegrina. En ell es detallen els costums, les creeces populars, els rituals religiosos i les expressions vernàcules dels nadius. Està redactat en primera persona i en llatí col·loquial, amb una espontaneïtat natural que difereix de l'estil solemne habitual a la llengua escrita. El seu valor és filològic, sociològic i literari.
El manuscrit es presenta en forma epistolar i documenta el llarg itinerari a través d'una sèrie de cartes que ofereixen dades, anèctodes i detalls interessants dels llocs visitats. És molt més que una simple guia informativa; és una crònica humana en què l'autora expressa els seus sentiments davant de cada situació i descriu amb empatia el tracte que va rebre de les persones amb qui es va creuar. El seu relat està dirigit a un grup de dones mencionades amb la locució “dominae sorores” (senyores i germanes), una fórmula habitual per referir-se a amigues i companyes.
Alguns experts consideren que es tracta del primer text escrit per una autora gallega.

## Història

### Descobriment del manuscrit
El 1884 Gian Francesco Gamurrini va descobrir un còdex a la Biblioteca de la Comfraria de Santa Maria de Laics (Biblioteca della Confraternità dei Laici) a Arezzo (Itàlia). Eren 37 pergamins copiats al segle XI a l'escriptori de l'Abadia de Montecassino. A les primeres 15 làmines hi havia el Tractatus de mysteriis i els Hymni d'Hilari de Poitiers. Les següents 22 contenien fragments d'unes notes de viatge escrites per una dona desconeguda que es dirigia a altres dones en forma de cartes. Al material conservat no apareixien més dades que poguessin desvetllar l'autoria de l'escrit.
Un any després, Gamurrini va proposar la hipòtesi que l'autora del text era Silvia d'Aquitània, de qui se sabia que havia viatjat en peregrinació a Terra Santa a finals del segle IV. El 1903 Marius Férotin va trobar una carta que Valeri del Bierzo va escriure als monjos de Sant Pere on parlava d'Egèria com a autora de l'itinerarium Egeriae que ell mateix es va encarregar de compil·lar i resumir. Amb aquesta carta van desaparéixer tots els dubtes sobre la veritable autoria del relat. A partir de la descoberta, la desconeguda Egèria va entrar a la Història com l'escriptora que es va avançar diversos segles al floriment de la literatura de viatges i a la narració epistolar.
El manuscrit no està complet, manquen parts del principi, del centre i del final de l'obre. Alguns catàlegs de biblioteques medievals suggereixen que van haver-hi altres còpies. El 1909 van aparèixer alguns fulls de l'Itinerari als Manuscrits de Toledo de la Biblioteca Nacional d'Espanya i el 2005 es van identificar nous fragments a una col·lecció privada.
El Codex Aretinus 405, del qual en forma part l'Itinerarium Egeriae, va viatjar per primera vegada a Galícia el 2019 per sumar-se a l'exposició temporal Galicia, un relato no mundo (Galícia, un relat al món). Va ser exhibit al Museu Centre Gaiàs de la Ciutat de la Cultura a Santiago de Compostel·la amb motiu de la celebració de l'Any Sant Jacobeu.

## Recorregut geogràfic

Infografia del viatge realitzta per Egèria a Terra Santa entre el 381 i el 384

Malgrat que el text està incomplet, es va poder reconstruir la totalitat del periple estudiant l'infraestructura de les vies existents, comparant-lo amb altres viatges documentats de la mateixa època i amb les dades de la carta de Valeri del Bierzo.

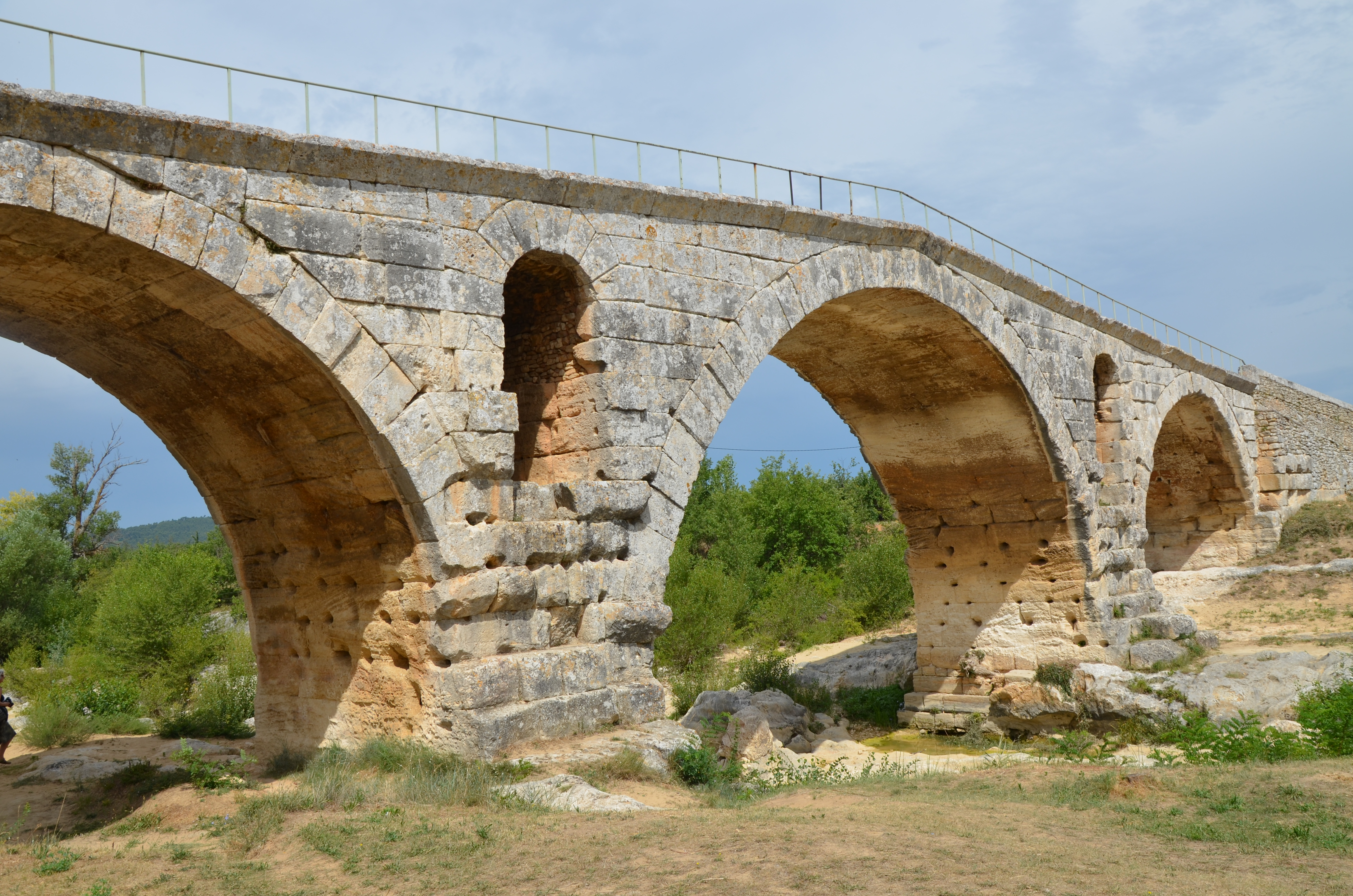
La via Domitia era la millor ruta per anar d'Hispania a Itàlia

### Del principi del viatge fins a Jerusalem
- El viatge comença a principis de 381 a algun punt de Gal·lècia, on es van quedar les seves amigues, a qui Egèria dirigeix les seves cartes. Valeri del Bierzo va escriure: extremo occidui maris oceani litore exorta (va sortir de la frontera més allunyada de l'oceà occidental).
- Probablement Egèria va viatjar fins els Pirineus per anar cap a la Via Domícia, el camí més important de l'epoca que unia Hispània amb Itàlia a través de la Gàl·lia Narbonesa travessant els Alps.
- Se sap que va creuar el Roine perquè la mateixa autora cita un record d'aquell moment molt temps després, quan escriu a la riba de l'Eufrates.
- Va arribar per terra i mar fins a Constantinoble, on hauria continuat el seu viatge per la via militar passant per Bitínia, Galàcia i la Capadòcia. Als seus escrits parla d'aquests mateixos llocs a la ruta de tornada.
- Després va passar per Tars i Antioquia. Des d'allà per mar a Haifa i finalment hauria arribat a Jerusalem. Va residir en aquella ciutat fins al 384 i durant aquells tres anys va fer expedicions, algunes de diversos mesos de durada.

### Primera expedició
- Des de Jerusalem per Tafnis i Memfis va arribar al desert de Tebaida, una regió plena d'ermitants vivint en coves.

### Segona expedició
- Des de Jerusalem a Samaria i Galilea. Va visitar el mont Tabor i el llac Tiberíades.

Aquests recorreguts quedarien suposadament recollits a la part inicial desapareguda del manuscrit. Al text del còdex descobert hi ha constància dels següents trajectes:

### Tercera expedició
- Va començar al mont Sinaí i després va anar cap a Faran, Clysma, a l'antiga ciutat anomenada Aràbia i torna a Jerusalem per la regió de Gessen.

### Quarta expedició
- Va travessar el riu Jordà des de Jerusalem i va arribar al mont Nebo per Ayin Musa. Des de la muntanya va visitar diversos llocs bíblics i va tornar a Jerusalem.

A Jerusalem va passar la Pasqua, que l'any 384 va caure al març. Poc després va començar el seu viatge de tornada fent una volta per Mesopotàmia, on va passar un temps a Edessa. A finals de l'abril va anar a Harran intentant seguir els vestigis d'Abraham, però no ho aconsegueix perquè els perses ocupaven aleshores la part oriental de Síria. En enfrontar-se a aquesta dificultat va decidir anar a Antioquia i va seguir la mateixa ruta que va fer a l'anada: Tars, Capadocia, Galacia, Bitinia i Constantinoble. En alguns moments del camí es va desviar per visitar els sepulcres de màrtirs venerats com santa Tecla a Isàuria, on coincideix amb la seva amiga Marthana.
No comptava amb estar massa temps a Constantinoble perquè tenia plans de fer altres expedicions per l'Àsia Menor abans d'iniciar la tornada a Gal·lècia. A partir d'aquí promet seguir enviant notícies i demana a les seves amigues que no l'oblidin mai, tant si viu com si mor. El relat acaba de manera inconclusa. Es desconeix com va tornar o si ho va fer.

### Toponímia
La riquesa de les descripcions geogràfiques, amb els noms utilitzats en un moment concret en una àrea determinada permet fer un seguiment de la seva conservació al llarg del temps, amb canvis per motius històrics, polítics, lingüístics o culturuals, però sense perdre l'arrel etimològica en la majoria dels casos. Al manuscrit d'Egèria es van identificar un total de 86 topònims, disposats a continuació tal com es mencionen al text en llatí:
| Agri specula                 | Constantinopolim      | Hur                      | Pelusio            | Thesbe |
| Alexandriam                  | Corico                | Idumeae                  | Persida            |        |
| Anthiocia                    | Corra                 | Iericho                  | Pithona            |        |
| Arabia                       | Dennaba               | Ierusolima               | Ponpeiopolim       |        |
| Arabot, montem               | Edessam               | Iordanem                 | Ramessen           |        |
| Asia                         | Edom                  | Israhel                  | Rodanus            |        |
| Augustofratensis, prouinciae | Efesum                | Libiada                  | Rubrum, mare       |        |
| Ausitidem, regionem          | Egyptum               | Magdalum                 | Safdra             |        |
| Basan                        | Enon                  | Mansocrenas              | Salem              |        |
| Batanis                      | Epauleum              | Memoriae concupiscentiae | Salim              |        |
| Belsefon                     | Esebon                | Mesopotamiam             | Sedima             |        |
| Bithiniam                    | Eufraten              | Mesopotamiam Syriae      | Segor              |        |
| Calcedona                    | Fadana                | Moab, terra              | Seleucia Hisauriae |        |
| Cappadociam                  | Faran                 | Mortuum, mare            | Sirie Celen        |        |
| Carneas                      | Feniciis, partes      | Nabau, montem            | Socchoth           |        |
| cepos tu agiu Iohanni        | Fogor                 | Nili                     | Sodomis            |        |
| Chanaan, terram              | Galatiam              | Nisibin                  | Syna               |        |
| Charris                      | Gerapolim (Ierapolim) | Opu Melquisedech         | Tatnis             |        |
| Choreb                       | Gesse, terra          | Oton                     | Taurum, mons       |        |
| Cilicia                      | Helia                 | Palestinam               | Tharso             |        |
| Clesma                       | Hero (Heroum ciuitas) | Parthenicum, mare        | Thebaida           |        |